# Borja Pérez (futbolista)
Francisco de Borja Pérez-Peñas Díaz-Mauriño (Madrid, España; 1 de abril de 1982) es un exfutbolista español que jugaba como delantero. Vivió su momento de máxima repercusión mediática en la Agrupación Deportiva Alcorcón de la Segunda División de España tras sus buenas actuaciones frente al Real Madrid en Copa del Rey, que le confirmaron como una de las bestias negras del equipo blanco en esta competición.

## Trayectoria
Se inició en el fútbol en el Real Madrid Club de Fútbol donde entró con 11 años tras haber sido durante muchos años el mejor jugador y máximo goleador del equipo de fútbol de su colegio Santa María del Pilar, posteriormente pasó al Leganés en la temporada 2003/04 con el que jugó en Segunda División, donde en la Copa del Rey marcó dos goles al Real Madrid y forzó la prórroga del partido.
Posteriormente pasó dos temporadas en el filial del Real Valladolid, hasta que en la temporada 2006/07 jugó cedido en el Alicante. En la temporada 2007/08 siguió sin contar para el Valladolid y tras desvincularse fichó por el CA Osasuna donde estuvo dos temporadas donde más tarde fichó por el Alcorcón., con el que marcó otros dos goles al Real Madrid en la Copa del Rey, con lo cual lleva seis goles en partidos oficiales contra el Real Madrid.
La temporada 2012/2013 militó en el Kilmarnock Football Club de la primera división Escocesa. Al año siguiente fichó por el CD Tenerife.

## Clubes
| Club                      | País    | Periodo   | Liga P | Copa G |
| ------------------------- | ------- | --------- | ------ | ------ |
| C. D. Leganés "B"         | España  | 2002-2003 | 17     | 3      |
| C. D. Leganés             | España  | 2003-2004 | 21     | 7      |
| Real Valladolid C. F. "B" | España  | 2004-2005 | 7      | 0      |
| Real Valladolid C.F.      | España  | 2005-2006 | 24     | 5      |
| Alicante C. F.            | España  | 2006-2007 | 21     | 3      |
| CA Osasuna                | España  | 2007-2008 | 23     | 8      |
| CA Osasuna                | España  | 2008-2009 | 12     | 1      |
| A. D. Alcorcón            | España  | 2009-2010 | 27     | 9      |
| A. D. Alcorcón            | España  | 2010-2011 | 37     | 11     |
| Kilmarnock Football Club  | Escocia | 2012-2013 | 22     | 4      |
| C. D. Tenerife            | España  | 2013-2014 | 11     | 0      |
| C.F.Fuenlabrada           | España  | 2014-2015 | 34     | 6      |
| S.S.De los Reyes          | España  | 2015-2016 | 31     | 2      |